# Хинуклидин
Хинуклидин (1-азабицикло[2,2,2]октан) — органическое соединение класса третичных бициклических аминов.

## Реакционная способность
Хинуклидин проявляет сильные основные свойства (pKa = 11,0). Устойчив к действию кипящих HCl, HI, кислого раствора перманганата калия. Подвергается алкилированию под действием электрофильных реагентов, например, метилиодид, изопропилиодид, триметилборан. Под действием водорода в присутствии палладиевого катализатора подвергается гидрогенолизу с образованием 4-этилпиридина.

## Синтез
Впервые хинуклидин был получен Лёффлером и Штицелем в 1909 году. 4-метилпиридин вводили в реакцию с формальдегидом, получив 4-(2-гидроксиэтил)пиридин, который подвергли последовательному восстановлению и замещению гидроксильной группы на иод с образованием 4-(2-иодоэтил)пиперидина. Действием на последний разбавленного раствора щёлочи был получен хинуклидин:
Группой В. Прелога был предложен синтез хинуклидина из 2-(4-тетрагидропиран)пропионовой кислоты. На первом этапе кислоту вводили в реакцию с азидом натрия с образованием 4-(2-аминоэтил)тетрагидропирана, который затем кипятили с бромоводородом в течение 7 часов, получив 1,5-дибром-3-(2-аминоэтил)пентан, на который действовали гидроксидом натрия, под действием которого происходила циклизация с образованием хинуклидина:

## Биологическое значение
Хинуклидин встречается в природе в составе алкалоидов, например, является структурным звеном хинина, аймалина, цинхонамина. Также к производным хинуклидина относят некоторые лекарственные препараты, например, ацеклидин, оксилидин и фенкарол.